# Lijst van Luxemburgse nationale wegen

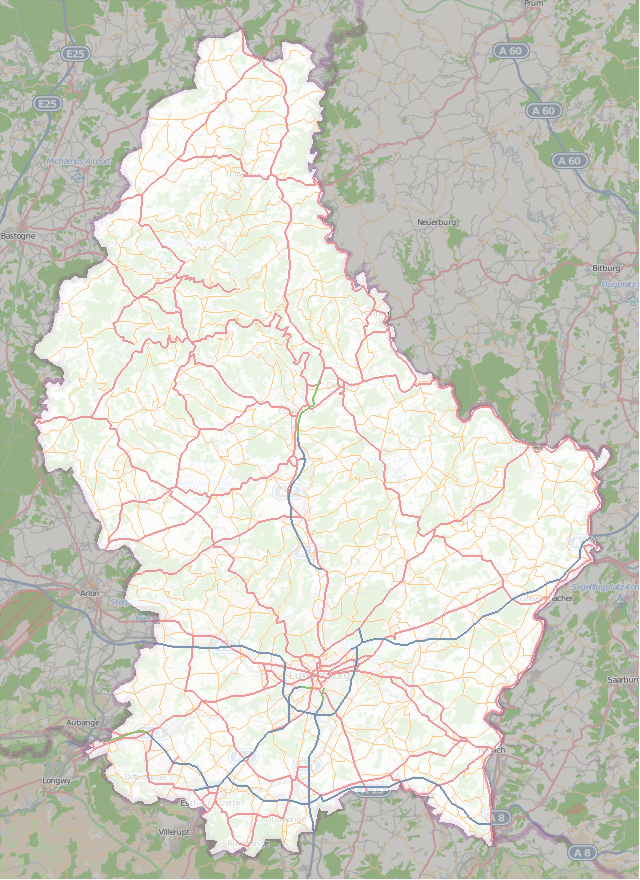
Wegenkaart van Luxemburg
A-wegen
B-wegen
N-wegen
CR-wegen

In Luxemburg zijn er 32 Nationale wegen (Nationalstroossen). Deze hebben een totale lengte van 830 kilometer. Luxemburgse N-wegen zijn meestal van betere kwaliteit dan CR-wegen, en ze verbinden grote plaatsen.
| Weg | Begin            | Via                                       | Eind        | Lengte (km) |
| --- | ---------------- | ----------------------------------------- | ----------- | ----------- |
| 1   | Wasserbillig     | Grevenmacher, Niederanven                 | Luxemburg   | 41,7        |
| 2   | Remich           | Bous, Sandweiler                          | Luxemburg   | 22,8        |
| 3   | Frisange         | Hesperange                                | Luxemburg   | 12,5        |
| 4   | Esch-sur-Alzette | Leudelange                                | Luxemburg   | 17,5        |
| 5   | Rodange          | Bascharage, Bertrange                     | Luxemburg   | 29,9        |
| 6   | Steinfort        | Mamer, Strassen                           | Luxemburg   | 17,7        |
| 7   | Huldange         | Diekirch, Ettelbruck, Mersch, Walferdange | Luxemburg   | 78,3        |
| 8   | Eischen          | Saeul                                     | Mersch      | 20,0        |
| 10  | Marnach          | Echternach, Grevenmacher, Remich          | Schengen    | 113         |
| 11  | Echternach       | Junglinster                               | Luxemburg   | 32,7        |
| 12  | Wemperhardt      | Wiltz, Kehlen                             | Luxemburg   | 88,7        |
| 13  | Bous             | Bettembourg                               | Garnich     | 40,4        |
| 14  | Wecker           | Larochette                                | Diekirch    | 32,4        |
| 15  | Doncols          | Heiderscheid, Feulen                      | Ettelbruck  | 29,8        |
| 16  | Remich           | Mondorf-les-Bains                         | Aspelt      | 13,1        |
| 17  | Vianden          | Fouhren                                   | Diekirch    | 14,4        |
| 18  | Wincrange        | Clervaux                                  | Marnach     | 13,8        |
| 19  | Wallendorf       | Reisdorf                                  | Bettendorf  | 9,1         |
| 20  | N874 (B)         | Allerborn                                 | N12         | 2,2         |
| 21  | Feulen           | Mertzig                                   | Grosbous    | 6,8         |
| 22  | Oberpallen       | Redange, Boevange-sur-Attert              | Colmar-Berg | 28,2        |
| 23  | Martelange       | Rambrouch                                 | Ospern      | 19,0        |
| 24  | Oberpallen       | Beckerich                                 | Useldange   | 12,6        |
| 25  | Wiltz            | Merkholtz                                 | Kautenbach  | 10,6        |
| 26  | Liefrange        | Nothum                                    | Wiltz       | 13,9        |
| 27  | Arsdorf          | Esch-sur-Sûre                             | Ettelbruck  | 50,4        |
| 28  | Bous             | Oetrange                                  | Sandweiler  | 10,7        |
| 31  | Livange          | Dudelange, Esch-sur-Alzette, Differdange  | Pétange     | 34,0        |
| 32  | Sanem            | A13                                       | Soleuvre    | 2,6         |
| 33  | Kayl             | Tétange                                   | Rumelange   | 7,2         |
| 34  | Bertrange        | N35                                       | Strassen    | 3,4         |
| 35  | Bertrange        | N34                                       | Strassen    | 2,9         |

## Vijftig-serie
In de hoofdstad lopen nog zeven extra N-wegen die een nummer in de 50 hebben gekregen. Deze wegen vormen een doorstromingsnetwerk binnen de hoofdstad van in totaal 14,0 kilometer.
Deze worden meestal niet meegerekend met landelijk totaal, maar in het hele land liggen er dus eigenlijk 39 N-wegen à 844 kilometer.
| Weg | Lengte (km) |
| --- | ----------- |
| 50  | 1,0         |
| 51  | 6,1         |
| 52  | 1,6         |
| 53  | 1,2         |
| 55  | 2,1         |
| 56  | 1,0         |
| 57  | 1,0         |

N1 ·
N2 ·
N3 ·
N4 ·
N5 ·
N6 ·
N7 ·
N8 ·
N10 ·
N11 ·
N12 ·
N13 ·
N14 ·
N15 ·
N16 ·
N17 ·
N18 ·
N19 ·
N20 ·
N21 ·
N22 ·
N23 ·
N24 ·
N25 ·
N26 ·
N27 ·
N28 ·
N31 ·
N32 ·
N33 ·
N34 ·
N35 ·
N37 ·
N38
N50 ·
N51 ·
N52 ·
N53 ·
N55 ·
N56 ·
N57